# 741
El 741 (DCCXLI) fou un any comú començat en diumenge del calendari julià.

## Esdeveniments
- Constantí V, nou emperador romà d'Orient.[1]

## Necrològiques
- 22 d'octubre: Carles Martell.[2]